# パワーブリーズ

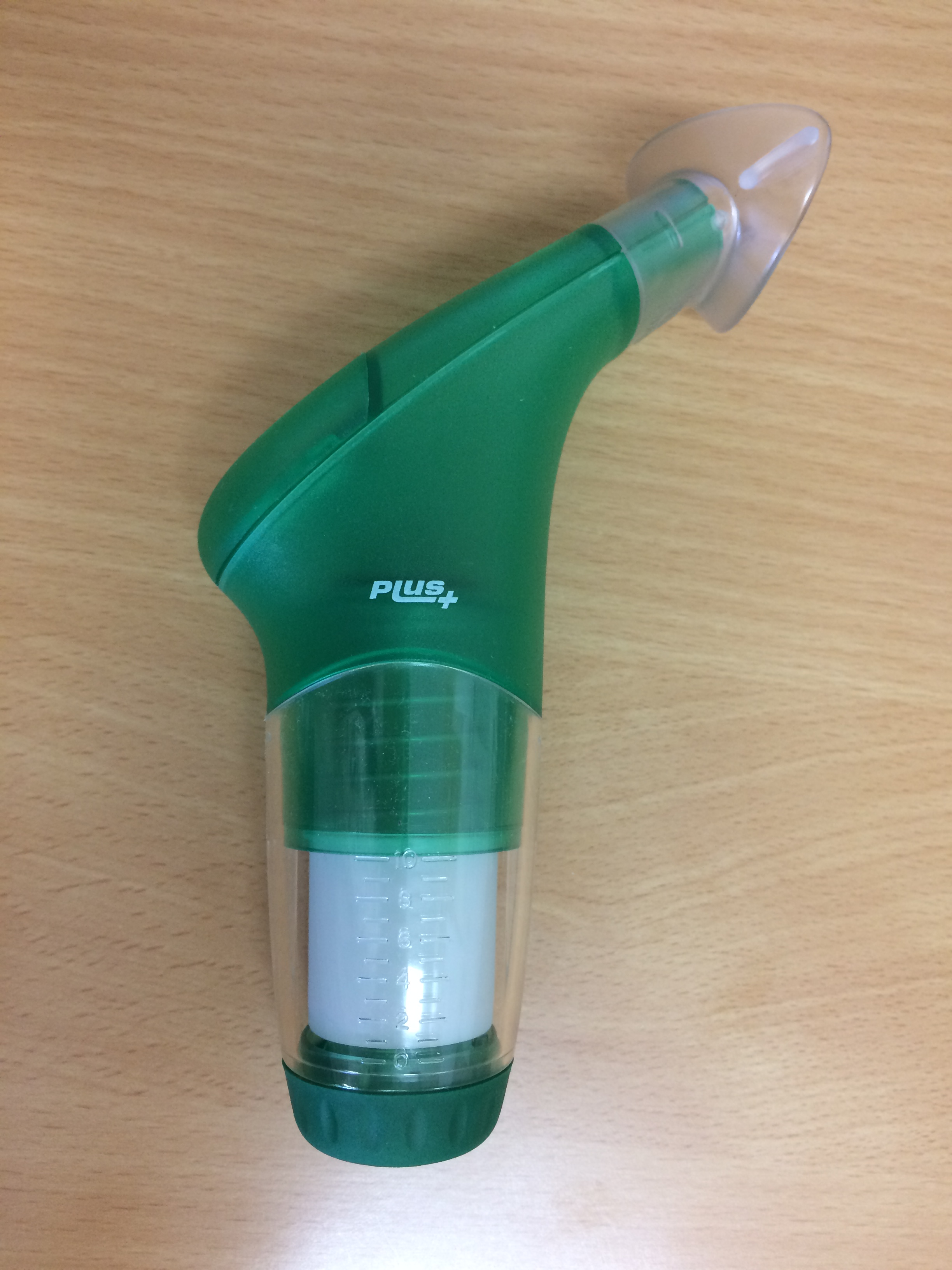
パワーブリーズ

パワーブリーズ（POWERbreathe）は、エントリージャパンが製造販売している呼吸に使用する筋力を鍛えるトレーニング器具である。

## 概要
横隔膜、肋間筋、腹筋、背筋といった肺機能を強化することができる。ハンディー型なのが特徴で、気軽に持ち歩きも可能。インナーマッスルの強化や、持久力、パワーを鍛えることもでき、運動パフォーマンスの向上につながるとされ、アスリートの他、歌手、舞台俳優、管楽器演奏者などにも使用されている。

## 使用方法
器具の先端にあるマウスピースを口に含み、長く息を吐いた後に力強く息を吸い込む。負荷も調整でき、上げることで更に効果を上げることができる。